# Emmi Bloch
Emmi Bloch (geb. 24. November 1887 in Zürich; gest. 30. März 1978 in Uerikon (Gemeinde Stäfa); israelitisch, deutsche Staatsangehörige, ab 1915 Bürgerin von Zürich) war eine der führenden Sozialreformerinnen der Zürcher Frauenbewegung in der ersten Hälfte des 20. Jahrhunderts.

## Leben
Emmi Bloch war die mittlere von drei Töchtern des Unternehmers Jakob Bloch. Ihre Mutter war Präsidentin des jüdischen Frauenvereins; die Familie galt als progressiv-liberal eingestellt. Sie selbst, tief gläubig, lehnte Dogmen und konfessionelle Bindungen hingegen ab und lebte eine an Rainer Maria Rilke angelehnte Gottesnähe. So legte sie auch nach ersten Ausflügen mit der damals sehr populären Jugendbewegung «Wandervogel» ihr Korsett für immer ab – eine dem Ablegen des Büstenhalters in der 68er-Bewegung vergleichbare Befreiung. Sie blieb ledig und kinderlos.

«In der Familie trägt sie den Spitznamen Eulenschwester, weil sie so belesen ist. Bei ihrem Tod im Jahr 1978 hinterlässt sie über 2000 Bücher. Als Kind schliesst sie sich manchmal zum Lesen in der Toilette ein.»

Sie wuchs in Zürich auf und schloss dort die Handelsschule ab. Anschliessend absolvierte sie eine Lehre zur Weissnäherin in der Wäschefabrik des Vaters. Ihre dortige Tätigkeit als sog. Ferggerin in der Ausgabe und Rücknahme von Wäsche zur Heimarbeit brachte sie in Kontakt zur Welt der Arbeiterinnen; wenn diese krank waren, machte sie auch Heimbesuche. 1910 erweiterte sie ihre Bildung, indem sie den Kurs für soziale Kinderfürsorge bei Maria Fierz und Marta von Meyenburg, frühe Förderinnen der Schweizer Sozialarbeit, besuchte. Später übernahm Bloch die Leitung der ersten Tuberkulosenfürsorgestelle in Zürich, die von Dr. med. K. Horber eingerichtet worden war.
Des Weiteren war sie zunächst Mitbegründerin und dann von 1916 bis 1930 Sekretärin der Zürcher Frauenzentrale. Bloch führte Kurse über Berufsberatung für Frauen durch und regte zur Gründung von diversen Berufsorganisationen an. Sie übernahm von 1921 bis 1942 zusätzlich die Position als Präsidentin des Zürcher Berufsvereins Sozialarbeitender. So beteiligte sie sich auch 1923 am Aufbau der Zentralstelle für Frauenberufe und war dort bis 1946 Mitglied der Betriebskommission. 1933 initiierte sie mit anderen die Arbeitsgemeinschaft Frau und Demokratie. In der Dekade von 1934 bis 1944 fungierte sie als Redaktorin des Schweizer Frauenblattes.

## Wirken
Emmi Bloch setzte sich vor allem für die Berufsbildung derjenigen ein, die im sozialen Bereich arbeiten, für soziale Belange von Kindern und für das Frauenstimmrecht in der Schweiz. So ermunterte sie zum Beispiel im Juni 1918 in der Neuen Zürcher Zeitung bürgerliche Frauen zum Verzicht auf kostspielige Eleganz und zur Erziehung der Kinder zu einfacher Lebensführung. Dies erfolgte vor dem Hintergrund, dass ca. 700'000 Menschen schweizweit auf Notstandsunterstützung angewiesen waren und allein in Zürich rund 4'000 Kinder kostenloses Frühstück erhielten.

«Bei allem Engagement ist Bloch eine typische Vertreterin der bürgerlichen Frauenbewegung. Sie will nicht konfrontieren, sondern vermitteln. Sie zementiert die weibliche Doppelbelastung, indem sie für eine zweifache Berufsbildung plädiert, sowohl in Hauswirtschaft wie auch für eine Erwerbstätigkeit. Wie das zu schaffen sei, wird sie sogar von Männerseite kritisiert. Sie bleibt die Antwort schuldig – oder gibt sie indirekt mit ihrem eigenen Beispiel: der totalen Hingabe an die Berufung.»

Ihr Nachlass wird im Archiv der Gosteli-Stiftung verwahrt.

## Trivia
Emmi Bloch tritt als Nebenfigur im Roman Die Marschallin der Schweizer Architektin und Journalistin Zora del Buono auf, erschienen im März 2021. Diese verarbeitet darin das Leben ihrer Grossmutter, welche für «die jüdische Ärztin» schwärmt.